# Gottfried Böhm

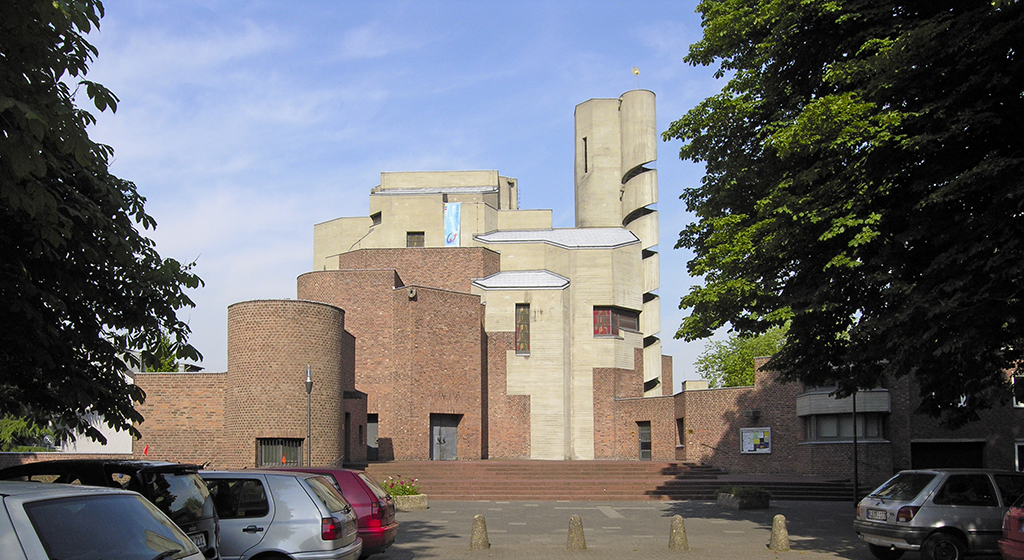
G. Böhm: Kościół Zmartwychwstania Jezusa Chrystusa w Kolonii

Gottfried Böhm (ur. 23 stycznia 1920 w Offenbach am Main, zm. 9 czerwca 2021 w Kolonii) – niemiecki architekt i rzeźbiarz, laureat Nagrody Pritzkera w 1986.

## Życiorys
Studiował architekturę na Uniwersytecie Technicznym i rzeźbę na Akademii Sztuk Pięknych w Monachium. W 1947 wstąpił do biura swojego ojca Dominikusa Böhma, które przejął po jego śmierci w 1955.
Podobnie jak jego ojciec Dominikus, a także syn Paul, zbudował liczne kościoły, szczególnie w Nadrenii. W swej twórczości operuje plastycznie betonem i szkłem.

## Stypendium Gottfrieda Böhma
Z okazji 100. urodzin kolońskiego architekta Gottfrieda Böhma, burmistrz Kolonii Henriette Reker zaproponowała w 2020 r. stypendium na cześć znanego na całym świecie architekta. W 2023 r. stypendium odbędzie się po raz pierwszy. Architekci po studiach mogą składać wnioski do 31 sierpnia 2023 r. Stypendium rozpocznie się w październiku 2023 r. i potrwa rok.
Stypendium Gottfrieda Böhma wspiera architektów na etapie studiów podyplomowych, którzy są szczególnie zainteresowani związkiem między architekturą a rozwojem miast. Pod patronatem nadburmistrz Kolonii Henriette Reker, roczne stypendium mieszkaniowe odbywa się w metropolii Kolonii. Stypendysta ma możliwość pracy przez rok nad kreatywnymi i wizjonerskimi zadaniami w zakresie architektury i rozwoju miejskiego Kolonii i jej peryferii. Na ten okres otrzyma on bezpłatne zakwaterowanie, miejsce pracy w kreatywnym środowisku w środku miasta oraz miesięczne stypendium w wysokości 2500 euro. Stypendium jest oferowane i nadzorowane przez Verein der Freunde und Förderer der Technischen Hochschule Köln e.V. (Stowarzyszenie Przyjaciół i Sponsorów Uniwersytetu Nauk Stosowanych w Kolonii).

## Dzieła

### Architektura sakralna
- Sanktuarium Matki Bożej Królowej Pokoju w Neviges, 1963-1968
- kościół Zmartwychwstania Jezusa Chrystusa w Kolonii-Lindenthal z parafialnym młodzieżowym domem kultury i biblioteką, 1968
- kościół św. Mateusza w Düsseldorfie, 1968–1970
- nawa kościoła św. Ludwika w Saarlouis
- odbudowa kościoła jezuitów w Koblencji
- kościół Serca Jezusa Chrystusa w Bergisch Gladbach-Schildgen, 1963–1965
- kościół św. Gertrudy w Kolonii
- kościół św. Pawła w Bocholt
- kościół św. Józefa w Kierspe
- kościół Wniebowstąpienia NMP w Alfter-Impekoven

### Architektura świecka
- ratusz w Bergisch Gladbach, 1964–1969
- ratusz w Bocholt
- przebudowa ruin zamku Kauzenburg
- biurowiec Zublin w Stuttgarcie, 1985
- biblioteka miejska w Ulm
- Hans Otto Theater w Poczdamie, 2003–2006

## Nagrody i wystawy
- 1967 Nagroda Architektoniczna Bund Deutscher Architekten, Kolonia za Pfarrzentrum St. Gertrud, Kolonia (1962/1965)
- 1968 Nagroda Architektoniczna Bund Deutscher Architekten, Münster
- 1971 Nagroda Architektoniczna Bund Deutscher Architekten, Düsseldorf
- 1974 Berlińska Nagroda Sztuki der Akademii Sztuki (Akademie der Künste) w Berlinie
- 1975 Wielka Nagroda Bundes Deutscher Architekten, Bonn
- 1977 Profesor Honorowy Uniwersytetu Nacional F. Villareal, Lima, Peru
- 1977 Nagroda Uniwersytetu Nacional F. Villareal, Lima, Peru
- 1982 Medal: Grande Medaille d’Or d’Architecture, L’Académie d’Architecture Paris, Francja
- 1982 Honorowy Członek American Institute of Architects, Nowy Jork (235)
- 1983 Ehrenmitgliedschaft/ Honorary Member of the American Institute of Architects
- 1985 Nagroda Fritza Schumachera, Hamburg
- 1985 Doktor Honorowy TU Monachium
- 1985/86 Nagroda Prezesa Cret Uniwersytetu w Pensylwanii, Philadelphia, Pensylwania, USA
- 1986 Nagroda Pritzkera, Nowy Jork, USA
- 1987 Nagroda Gebharda-Fugela niemieckiego towarzystwa dla sztuki chrześcijańskiej
- 1991 Honorowy Członek Royal Institute of British Architects in London (RIBA)
- 1993 Wielka Nagroda Kulturalna Sparkassen-Kulturstiftung Rheinland
- 1994 Honorowy Medal Związku Architektów i Inżynieróweins w Kolonii „Für Verdienste um unsere gebaute Umwelt”
- 1996 Nagroda Państwowa Landu Nordrhein-Westfalen
- 2009 Wystawa twórczości „Gottfried Böhm – Felsen aus Beton und Glas” w Muzeum Sztuki Stosowanej w Kolonii